# Pałac Bellevue
Pałac Bellevue (niem. Schloss Bellevue) – klasycystyczny pałac, znajdujący się w Berlinie, w okręgu administracyjnym Mitte, w dzielnicy Tiergarten, w parku Großer Tiergarten. Powstał w latach 1785–1786 według projektu architekta Michaela Philippa Boumanna jako prywatna letnia rezydencja księcia Augusta Ferdynanda, młodszego brata pruskiego króla Fryderyka II Wielkiego. Książę użytkował pałac do swojej śmierci w 1813 roku, a następnie w budynku zamieszkał jego syn, książę August. Rok po jego śmierci, w 1844 roku, król Prus Fryderyk Wilhelm IV otworzył w części pomieszczeń pałacu Bellevue Vaterländische Galerie (pol. „Galeria Ojczyźniana”), pierwsze w Prusach muzeum sztuki współczesnej. Dwadzieścia jeden lat później muzeum wyprowadziło się z pałacu, który następnie, do 1918 roku, użytkowali członkowie pruskiego dworu monarszego z rodziny Hohenzollernów. W 1928 roku pałac przejęły władze Prus, po czym w jego pomieszczeniach odbywały się różne wystawy. Po dojściu do władzy nazistów w 1933 roku pałac Bellevue początkowo był wykorzystywany do celów propagandowych i muzealnych, zaś w drugiej połowie lat 30. XX wieku przekształcono go w „pensjonat rządu Rzeszy” (niem. Gästehaus der Reichsregierung).
W czasie II wojny światowej, w 1941 roku pałac został zniszczony, a jego odbudowę przeprowadzono w latach 1954–1959. Jeszcze przed zakończeniem odbudowy, w 1957 roku Bundestag uczynił budynek drugą oficjalną siedzibą Prezydenta Federalnego Niemiec, po willi Hammerschmidt w Bonn. Po zjednoczeniu Niemiec i przeniesieniu stolicy państwa do Berlina, w 1994 roku pałac został pierwszą oficjalną siedzibą niemieckiego prezydenta. Obecnie jest najstarszym ze wszystkich budynków, zajmowanych w Berlinie przez instytucje rządowe.

## Lokalizacja

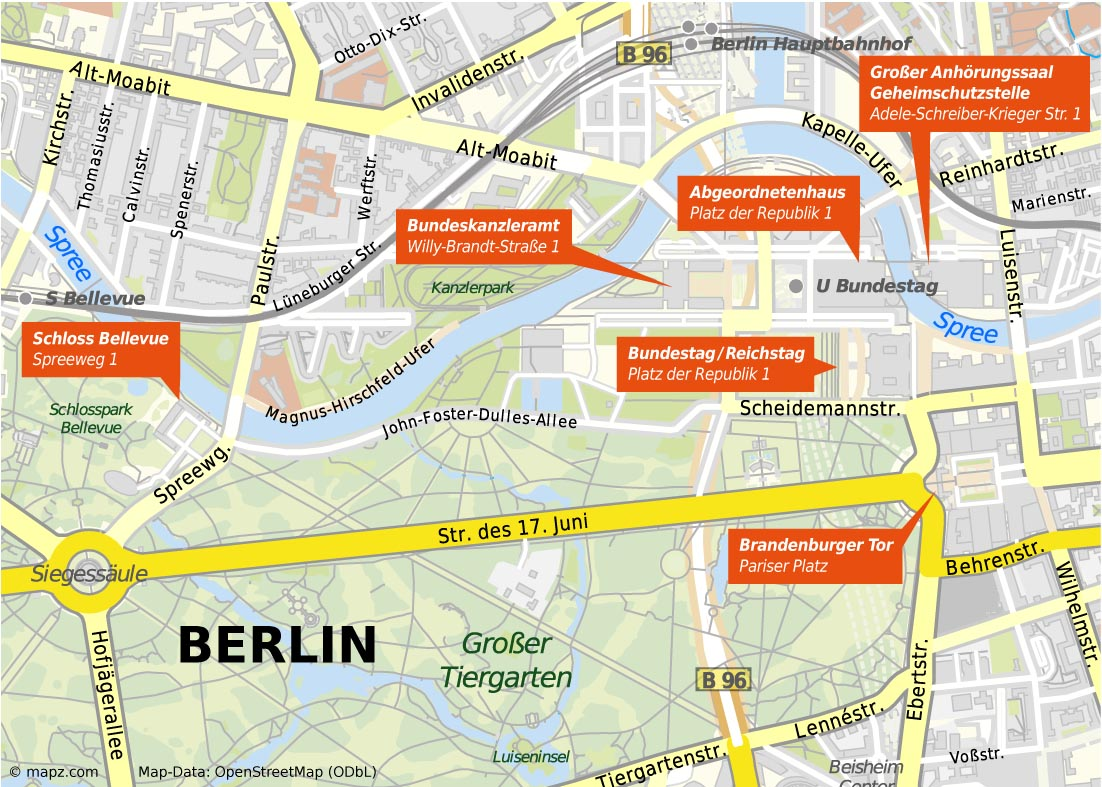
Plan części Berlina pokazujący położenie pałacu

Pałac Bellevue mieści się na terenie następujących berlińskich jednostek administracyjnych: okręgu administracyjnego Mitte i dzielnicy Tiergarten. Jest położony bezpośrednio nad brzegiem Sprewy, na północnym skraju parku Großer Tiergarten, przy ulicy Spreeweg (stanowi ona adres budynku) i nabrzeżu Bellevue-Ufer. Niedaleko budynku znajdują się Kolumna Zwycięstwa (niem. Siegessäule), gmach Bundestagu i Brama Brandenburska.
Do pałacu można się dostać korzystając z autobusu miejskiego i wysiadając na położonych 100 m od budynku przystankach Großer Stern (linie 100, 187, 106 i N26) oraz Schloss Bellevue ((linie 100 i 187), a także leżącym w odległości 500 m od gmachu przystanku Berlin, Paulstraße (linie 187, 245 i N40).

## Historia

### Budowa i użytkowanie do czasu II wojny światowej

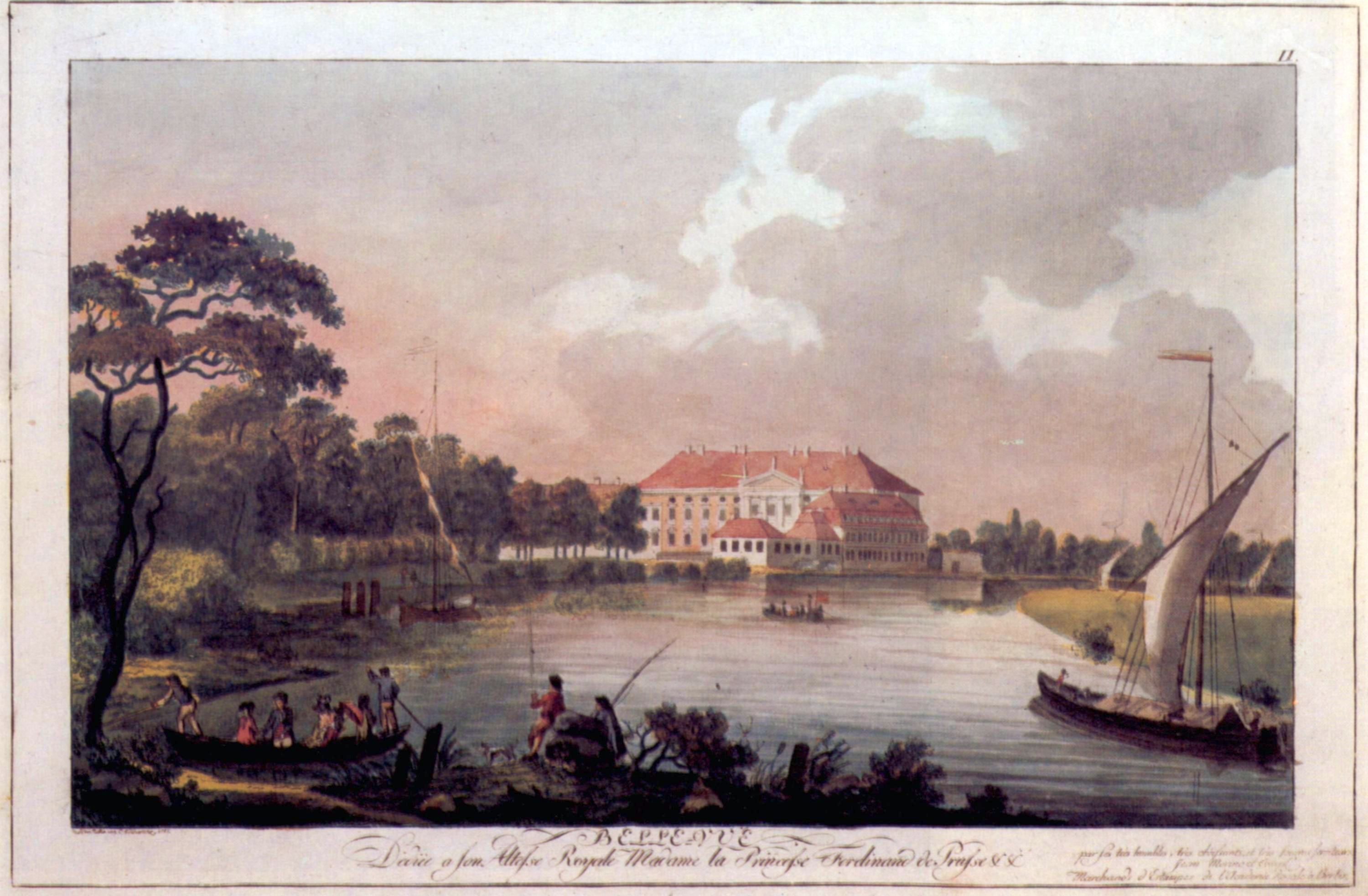
Pałac na akwaforcie autorstwa Carla Benjamina Schwarza z 1797 roku

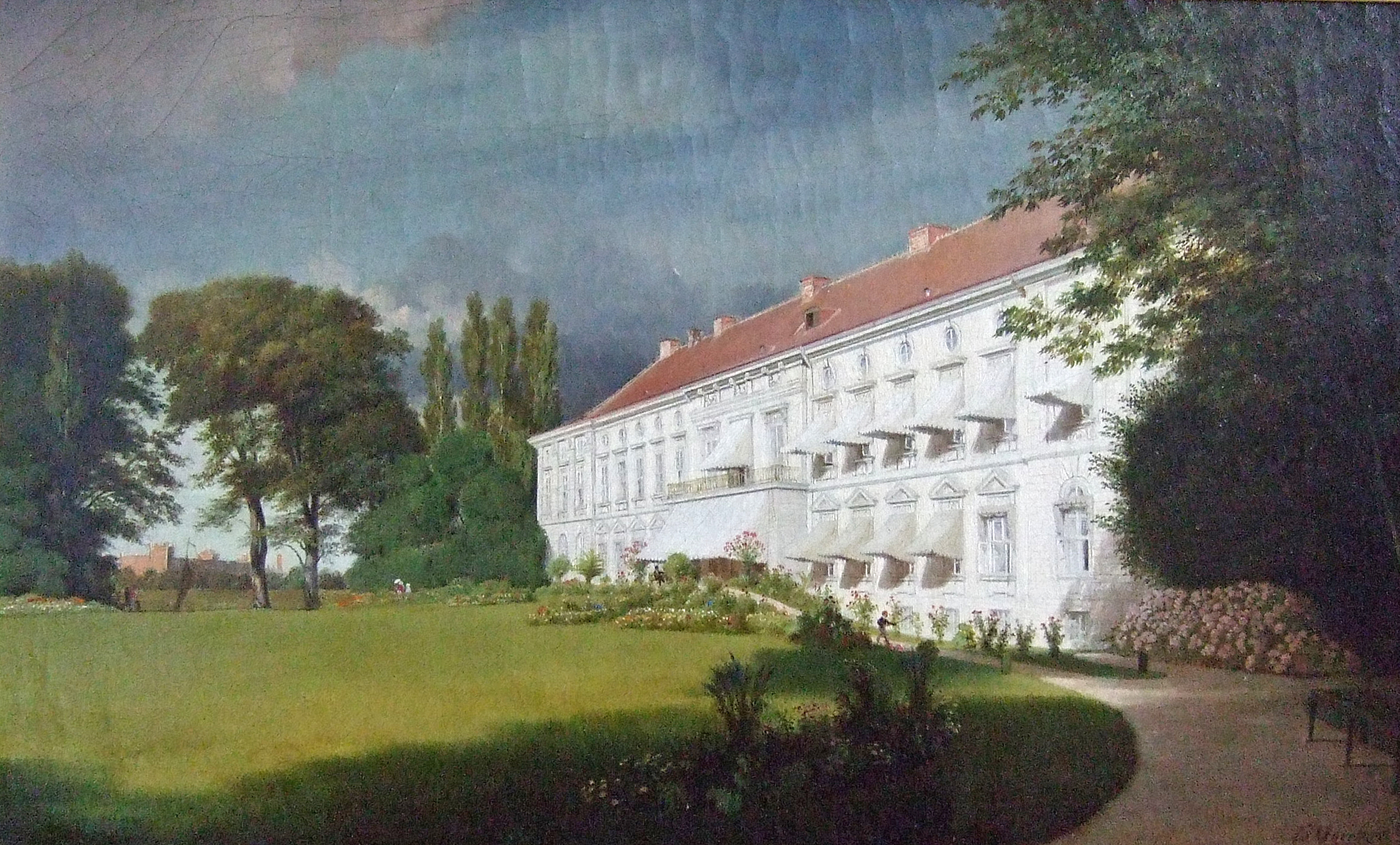
Pałac od strony parku na obrazie autorstwa Eduarda Gaertnera z 1847 roku

Działka, na której wznosi się dziś pałac Bellevue w 1710 roku została przekazana przez króla Prus Fryderyka I hugenotom, którzy założyli na niej plantację morwy na potrzeby hodowli jedwabników. Po nieznacznym sukcesie tego przedsięwzięcia teren przeszedł w posiadanie nadwornego mistrza budowlanego króla Fryderyka II Wielkiego, Georga Wenzeslausa von Knobelsdorffa. Później działkę nabył książę August Ferdynand, młodszy brat Fryderyka II Wielkiego, na zlecenie którego w latach 1785–1786 zbudowany został na niej pałac, za którego projekt odpowiadał architekt Michael Philipp Boumann i który miał pełnić funkcję prywatnej letniej rezydencji księcia. Jako że pałac miał być budynkiem stricte mieszkalnym, przy jego projektowaniu postawiono na prostotę, bez skupiania się na cechach właściwych dla obiektów reprezentacyjnych. Na wyraźne życzenie inwestora w trzyczęściowe założenie architektoniczne pałacu, wzorowane na modelu francuskim, wkomponowano pochodzący z 1764 roku dwukondygnacyjny budynek dawnej fabryki skór (stanowi on prawe skrzydło pałacu). Życzenie zachowania starszego budynku zdeterminowało kierunek i położenie pałacu w obrębie parku Großer Tiergarten. Prawdopodobnym powodem, dla którego książę August Ferdynand zdecydował się na budowę pałacu, była łatwa dostępność Großer Tiergarten (za czasów panowania jego brata Fryderyka II Wielkiego przekształconego z obszaru łowieckiego elektorów Brandenburgii w bogate w kwietniki, ozdobne akweny i rzeźby miejsce rekreacyjne dla ludności) – dla porównania pałac Friedrichsfelde, inna rezydencja księcia przez większą część roku mieszkającego przy berlińskim Wilhelmplatz, była położona daleko od ówczesnych granic miasta. Budynek otoczono parkiem pałacowym (niem. Schlosspark), założonym pod kierownictwem nadwornego ogrodnika Weila i ukształtowanym przez istniejący do dziś system wachlarzowych osi widokowych. Ze względu na atrakcyjny widok na otaczający krajobraz, pałacowi, w okolicy którego niedługo później zbudowano różne szklarnie, salony ogrodowe i dom zarządcy folwarku, nadano nazwę Bellevue (wym. bɛlˈvyː), w tłum. z fr. „Piękny widok” (niem. Schöne Aussicht)).
W 1791 roku na pełnej głębokości pierwszego piętra głównej części pałacu zbudowana została zaprojektowana przez Carla Gottharda Langhansa owalna sala balowa (od nazwiska architekta zwana „Salą Langhansa”, niem. Langhanssaal).
W 1806 roku książę August Ferdynand przyjął na pałacu Bellevue francuskiego cesarza Napoleona Bonapartego. Innymi znamienitymi gośćmi księcia w pałacu byli m.in. bracia naukowcy Wilhelm i Alexander von Humboldtowie oraz poeta i dramaturg Friedrich Schiller. W 1813 roku, po śmierci Augusta Ferdynanda, w pałacu zamieszkał jego syn, książę August.

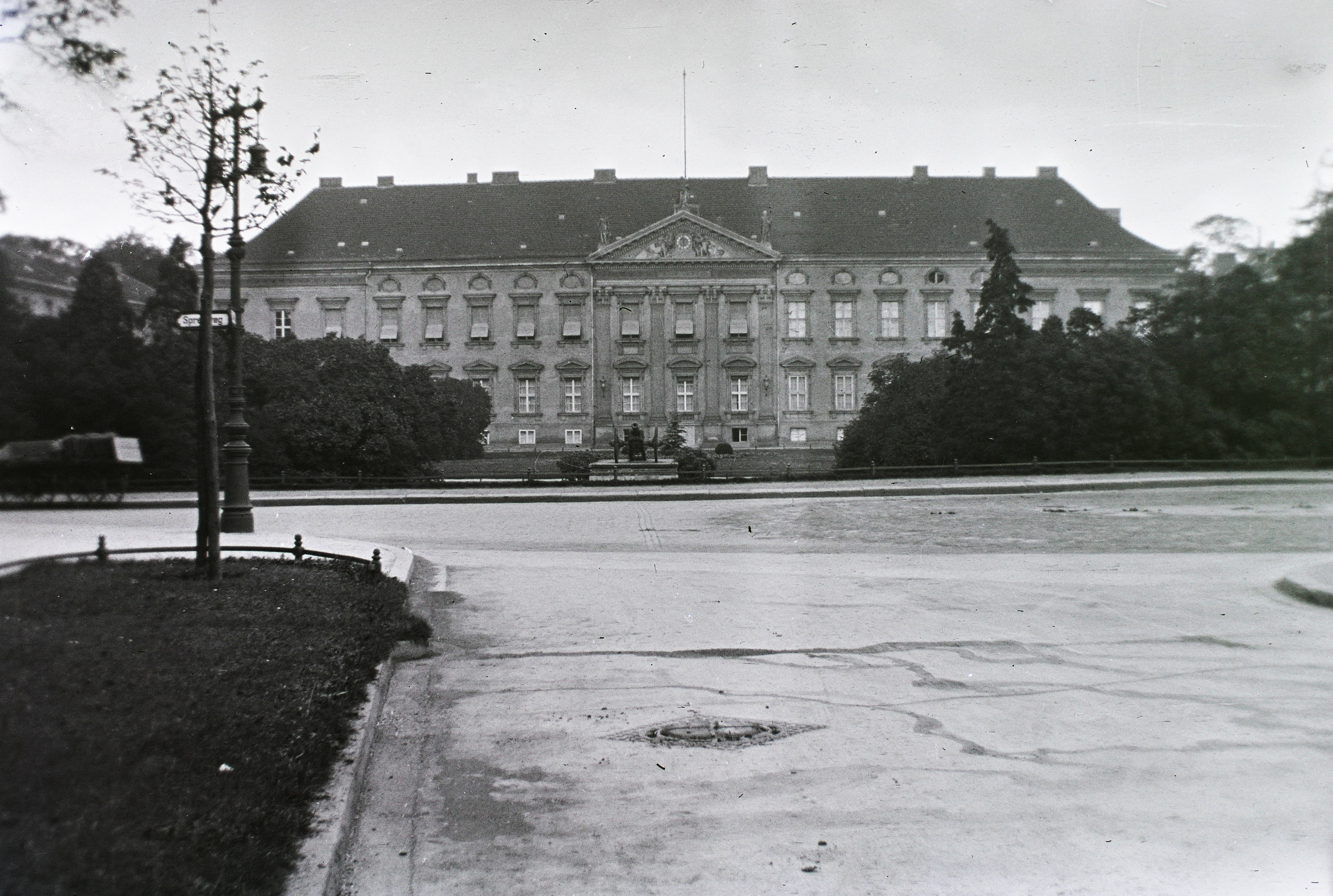
Pałac w 1914 roku

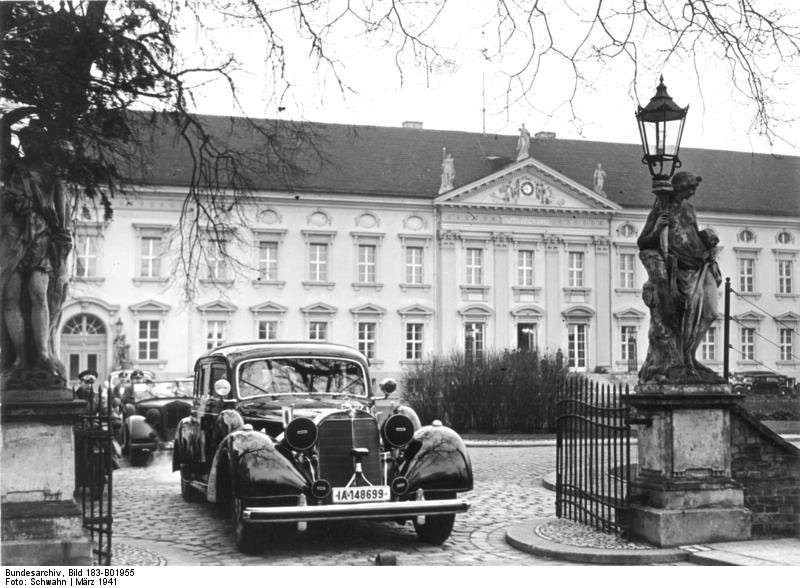
Pałac w marcu 1941 roku

W 1844 roku, rok po śmierci księcia Augusta, król Prus Fryderyk Wilhelm IV otworzył na parterze środkowej części pałacu Vaterländische Galerie (pol. „Galeria Ojczyźniana”), pierwsze w Prusach muzeum sztuki współczesnej i zarazem poprzedniczkę obecnej Nationalgalerie (pol. „Galeria Narodowa”). Dwadzieścia jeden lat później Vaterländische Galerie wyprowadziła się z pałacu, a sam budynek do 1918 roku był użytkowany przez członków pruskiego dworu monarszego (m.in. dworu ostatniego cesarza niemieckiego Wilhelma II).
I wojna światowa w żaden sposób nie wpłynęła na wygląd pałacu i otaczającego go parku. Po wojnie pomieszczenia położone w bocznych skrzydłach pałacu były wynajmowane na cele mieszkalne i biurowe, ponadto w budynku przez krótki czas mieściła się kuchnia dla ubogich. W 1928 roku pałac przejęły od Hohenzollernów władze Prus, a następnie w jego pomieszczeniach odbywały się różne wystawy.
Po dojściu do władzy nazistów pałac Bellevue początkowo był wykorzystywany do celów propagandowych oraz jako siedziba Muzeum Niemieckiej Sztuki Ludowej (niem. Museum für Deutsche Volkskunde). Na potrzeby muzeum w latach 1934–1935 dokonano zmiany układu wnętrz budynku pod kierownictwem Ericha Schonerta. 6 października 1935 roku w środkowej części pałacu miało miejsce otwarcie muzeum. Pod koniec lat 30. XX wieku postanowiono przeznaczyć budynek na „pensjonat rządu Rzeszy” (niem. Gästehaus der Reichsregierung). W związku z tym w latach 1938–1939 gmach poddano kolejnej przebudowie, nadzorowanej przez Paula Baumgartena. W ramach niej stare dachy mansardowe pałacu zastąpiono dachami czterospadowymi, a do lewego skrzydła dodano mające kształt litery L przedłużenie. Przeniesiono ponadto główne wejście na środkowy ryzalit, gdzie znajduje się do dziś. Wnętrza budynku otrzymały reprezentacyjne wyposażenie, na które złożyły się wartościowe dzieła sztuki z różnych czasów. Po oddaniu pensjonatu do użytku przywódca Rzeszy Adolf Hitler przyjmował w niej różnych zagranicznych gości, m.in. japońskiego ministra spraw zagranicznych oraz jugosłowiańskiego księcia Pawła i jego żonę Olgę. Za czasów rządów nazistów na terenie pałacu zbudowano ponadto budynek pełniący funkcję służbowej rezydencji aktora i dyrektora Pruskiego Teatru Państwowego (niem. Preußisches Staatstheater) Gustafa Gründgensa. Gründgens mieszkał w nim ze swoją żoną, aktorką Marianne Hoppe. Budynek został całkowicie zniszczony w czasie II wojny światowej.
Kiedy rozpoczęły się związane z II wojną światową alianckie naloty na Berlin i niemożliwe stało się zagwarantowanie bezpieczeństwa gości pensjonatu, pojawiły się plany budowy pod pałacem schronu o powierzchni 350 m². Budowę schronu rozpoczęto w grudniu 1940 roku, a zakończono w następnym roku (obecnie schron jest zalany). Podczas nalotu w kwietniu 1941 roku główna część budynku została mocno zniszczona, podczas gdy boczne skrzydła doznały jedynie niewielkich uszkodzeń. W pierwszych powojennych latach zrujnowany pałac Bellevue, który znalazł się w brytyjskim sektorze Berlina, później współtworzącym Berlin Zachodni, służył jako schronienie dla uchodźców i ocalałych ofiar bombardowań, natomiast park pałacowy został podzielony na parcele, wylesiony i obsadzony roślinami uprawnymi.

### Odbudowa ze zniszczeń wojennych i funkcja oficjalnej siedziby prezydenta RFN

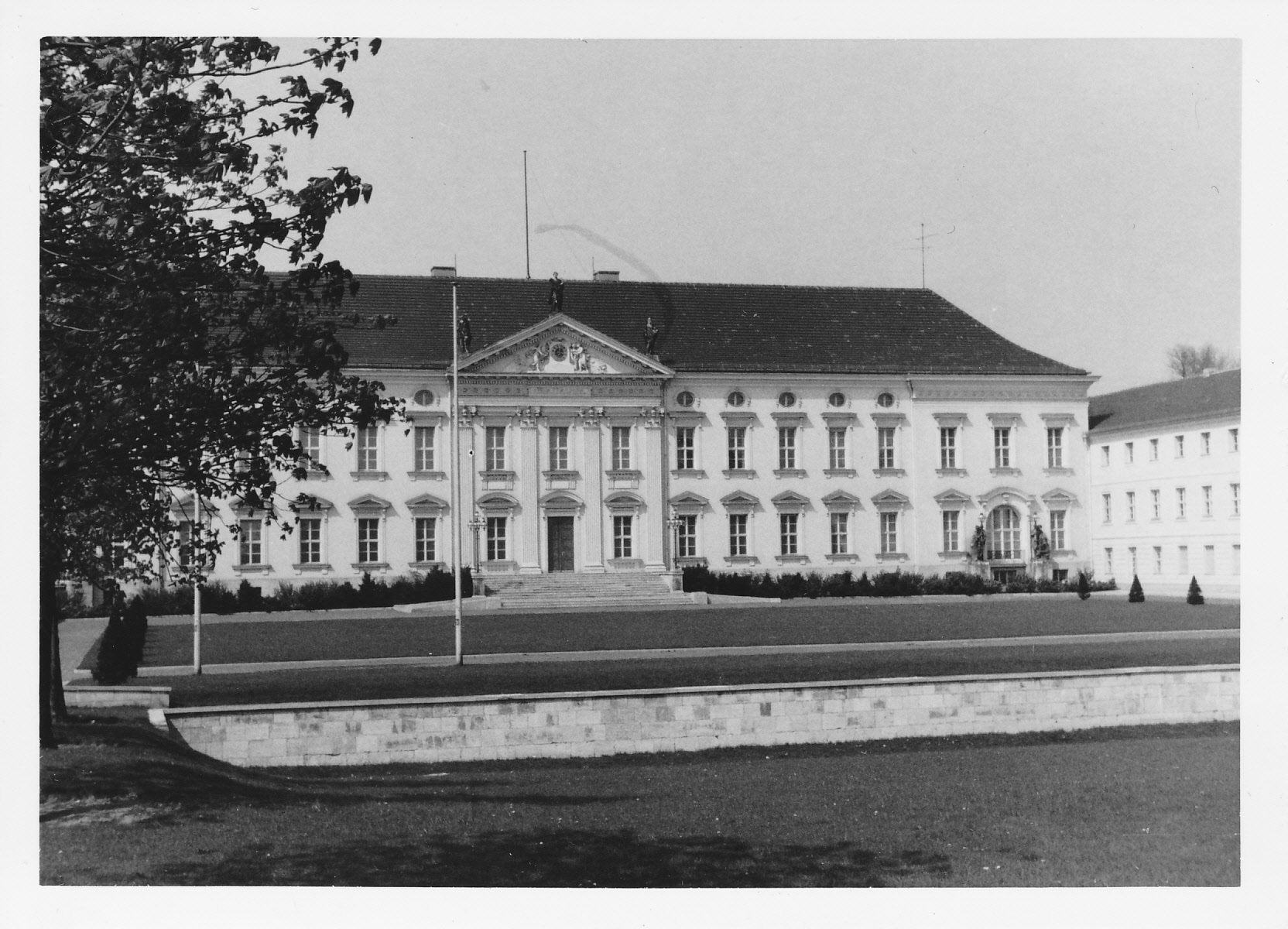
Pałac w 1962 roku

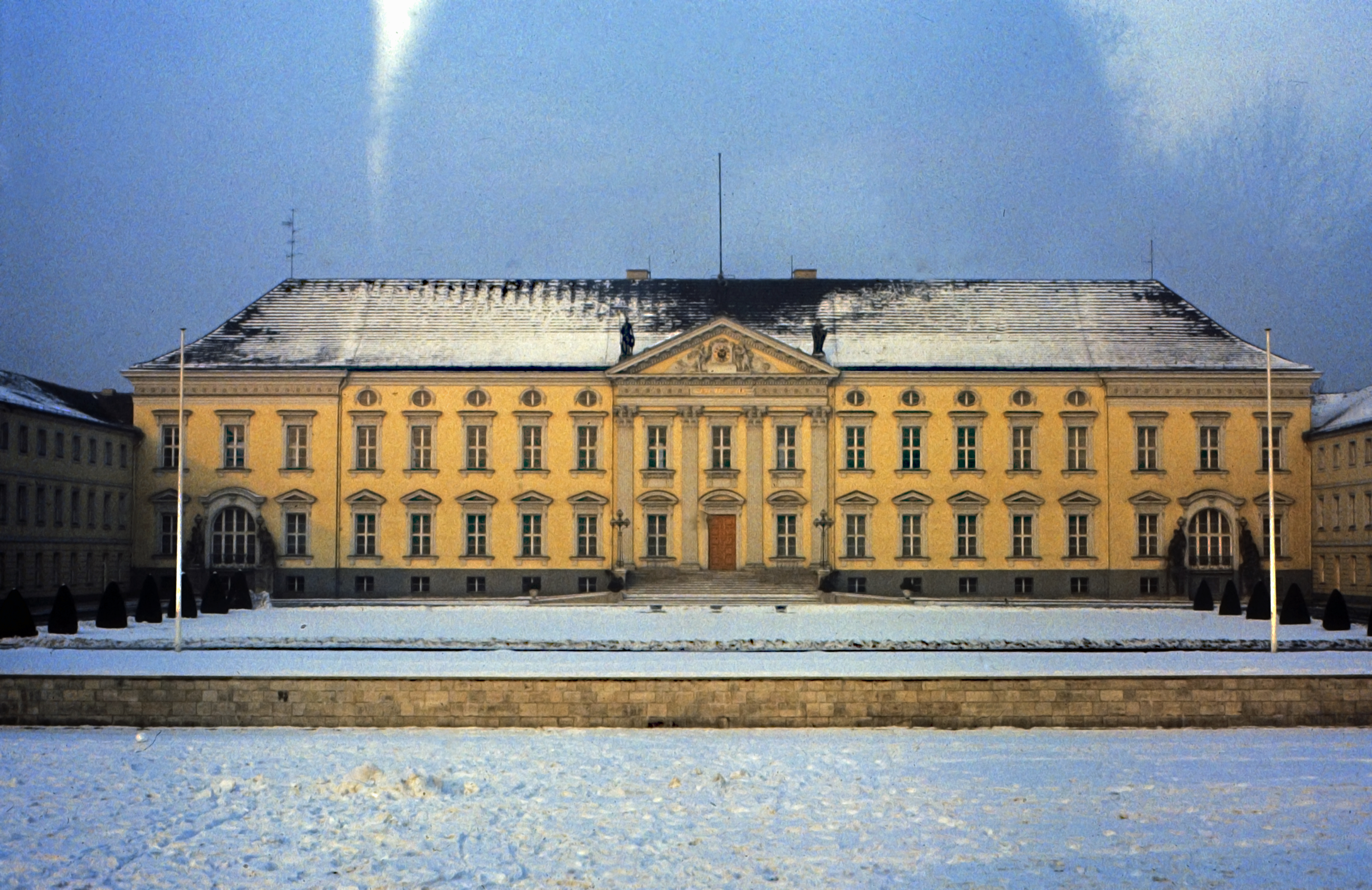
Pałac w 1978 roku

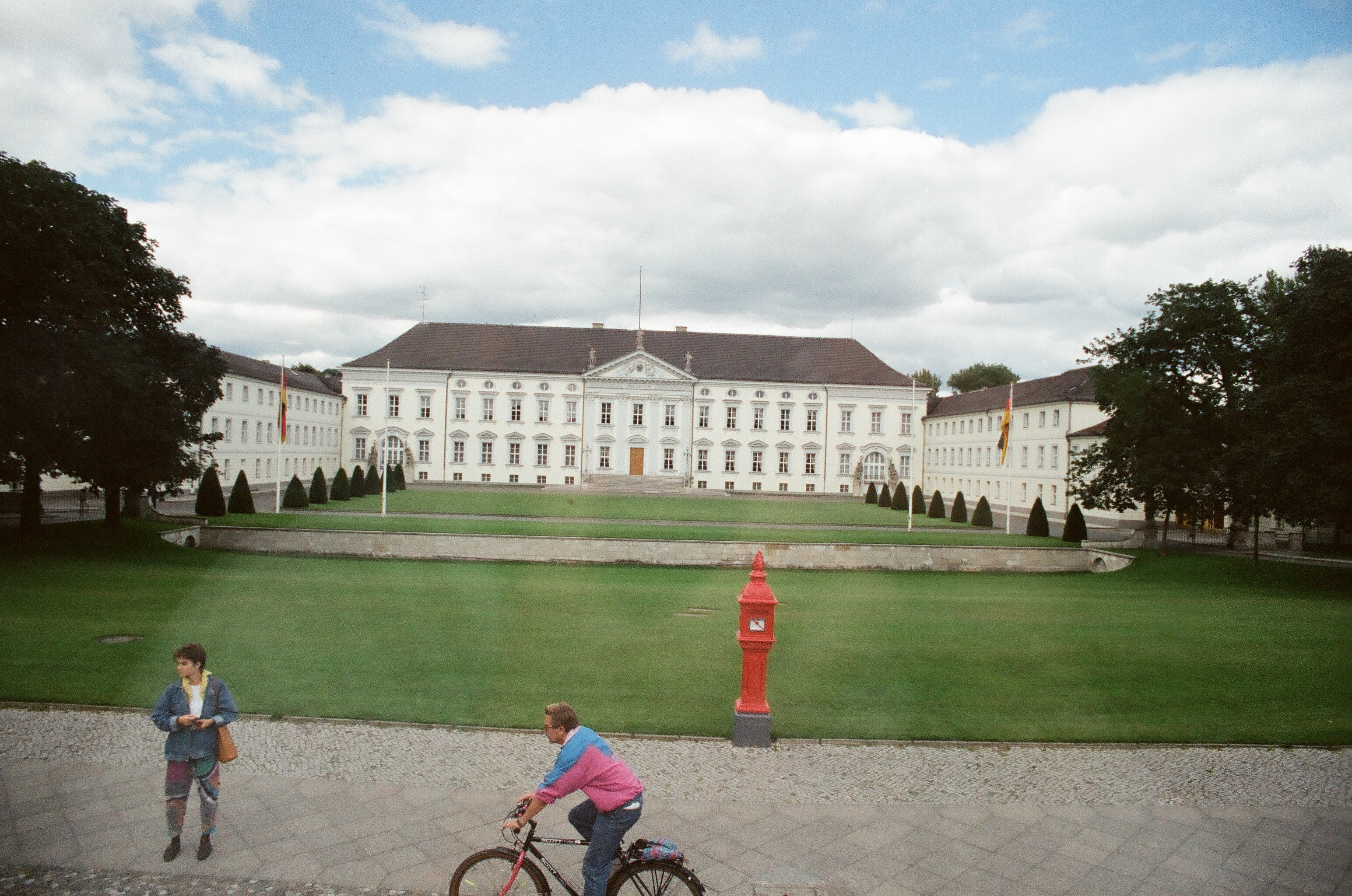
Pałac w 1990 roku

Przez lata nierozstrzygniętą pozostawała kwestia dalszych losów pałacu Bellevue – czy należy go zburzyć, czy odbudować. Ostatecznie zdecydowano o odbudowie pałacu. Przeprowadzono ją w latach 1954–1959 pod kierownictwem architekta Carla Mertza. W międzyczasie, w 1957 roku niemiecki Bundestag wyznaczył pałac jako drugą, po willi Hammerschmidt w Bonn, oficjalną siedzibę Prezydenta Federalnego. Umiejscowienie drugiej siedziby prezydenta Republiki Federalnej Niemiec w Berlinie Zachodnim zostało odebrane przez rząd Niemieckiej Republiki Demokratycznej jako prowokacja.
W związku z nową funkcją budynku dokonano istotnych zmian w jego wnętrzach. Całkowicie zmieniono ich układ, a klatkę schodową przesunięto. Z wyjątkiem Sali Langansa, której przywrócono oryginalny, klasycystyczny wystrój, wszystkim pomieszczeniom zamku nadano nowy wygląd, za którego projekt odpowiadał Carl-Heinz Schwennicke. Działania Schwennickego sprawiły, że w pomieszczeniach pałacu zagościło osobliwe połączenie elementów konserwatywnych i nowoczesnych. Zastosowano materiały i formy przywołujące ducha lat 50. XX wieku, które jednakże wzbudzały kontrowersje. Szykowność w stylu ówczesnej dekady sprawiła, że nowy wystrój pałacowych wnętrz był wyśmiewany jako „mieszanka sanatorium dla gwiazd filmowych i lodziarni”.
W latach 1986–1987 pod kierownictwem Ottona Meitingera znacząco przeprojektowano wszystkie pałacowe wnętrza z wyjątkiem dwóch salonów na pierwszym piętrze. Podczas prac prawie zupełnie zerwano ze stylistyką lat 50. XX wieku, nadając pomieszczeniom klasycyzujący wystrój, który współgrał z historyczną architekturą zewnętrznych form budynku. Sale i pokoje przyjęć dostosowano do szlachetnego charakteru Sali Langhansa, ponadto budynek otrzymał westybul otwarty na taras ogrodowy.

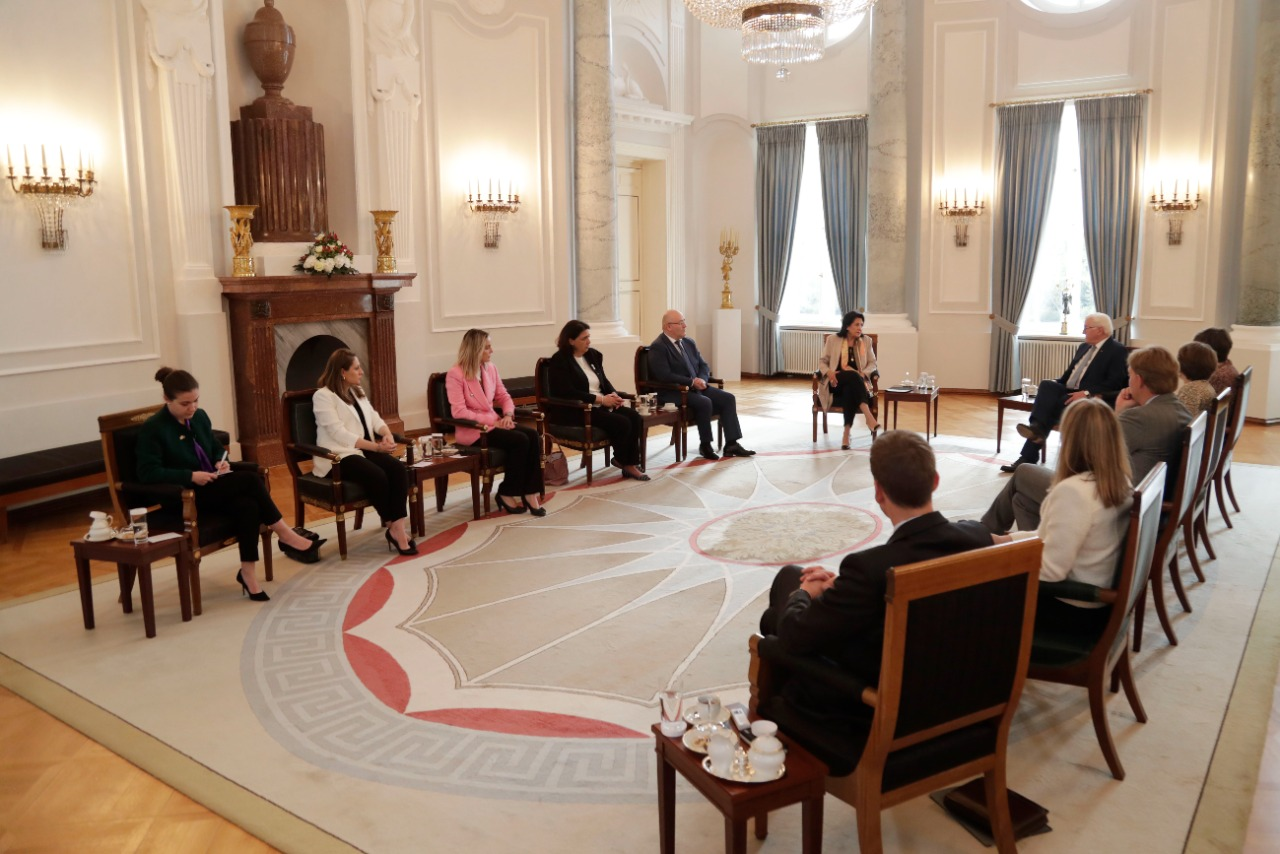
Zdjęcie ze spotkania prezydent Gruzji Salome Zurabiszwili i jej delegacji z prezydentem Niemiec Frankiem-Walterem Steinmeierem i jego delegacją w pałacu w maju 2022 roku

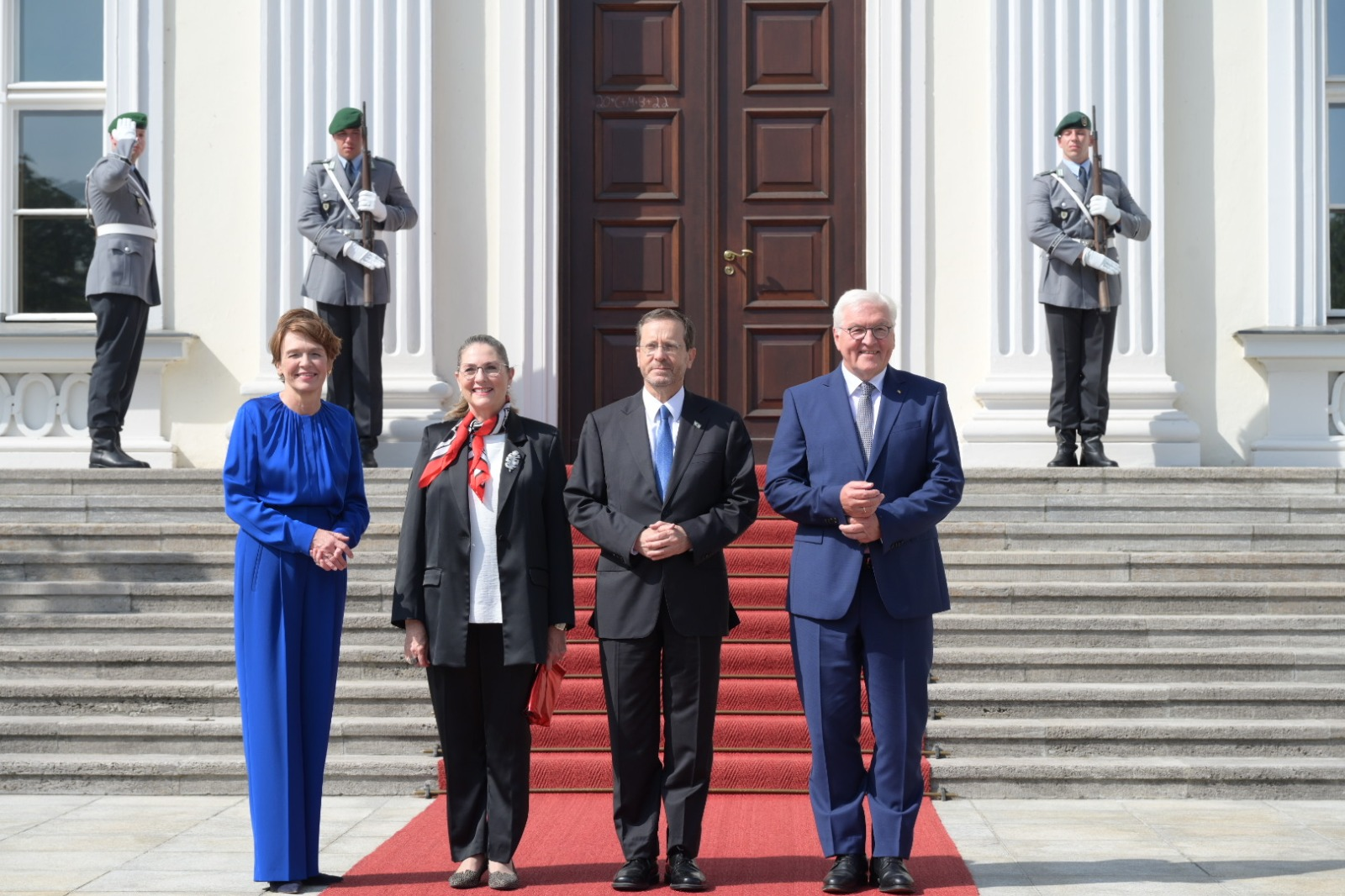
Zdjęcie z wizyty prezydenta Izraela Jicchaka Herzoga u prezydenta Niemiec Franka-Waltera Steinmeiera w pałacu we wrześniu 2022 roku

Po tym jak w 1991 roku, w następstwie zjednoczenia RFN z NRD, Bundestag podjął decyzję o przeniesieniu swojej siedziby do Berlina, w styczniu 1994 roku Prezydent Federalny Richard von Weizsäcker przeniósł miano pierwszej oficjalnej siedziby głowy państwa z bońskiej willi Hammerschmidt na leżący w nowej stolicy Republiki Federalnej Niemiec pałac Bellevue. Z pałacu korzystali wszyscy prezydenci RFN, począwszy od Theodora Heussa, jednak tylko jeden z nich, Roman Herzog, mieszkał w budynku, zajmując obecnie nieistniejące, mające 95 m² powierzchni mieszkanie prezydenckie w południowym skrzydle budynku. Od 2004 roku miejscem zamieszkania urzędującej niemieckiej głowy państwa jest służbowa willa w Berlinie-Dahlem. Pałac Bellevue pełni natomiast wyłącznie funkcję miejsca do organizowania oficjalnych i reprezentacyjnych wydarzeń państwowych, takich jak wizyty zagranicznych przywódców i inauguracyjne wizyty ambasadorów oraz wydarzeń o charakterze kulturalno-społecznym, jak np. przyjęcia sylwestrowo-noworoczne i spotkania z ludźmi nauki czy kultury (przykładem jest zorganizowane w 2021 roku przez prezydenta Franka-Waltera Steinmeiera spotkanie z wydawcami 17-tomowej publikacji poświęconej prześladowaniu i mordowaniu europejskich Żydów przez nazistowskie Niemcy w latach 1933–1945, przy okazji wydania ostatniego z tomów, dotyczącego Żydów z Węgier). Budynek jest również dostępny dla zwykłych obywateli, m.in. podczas organizowanych raz w roku „dni otwartych” i licznych imprez, np. z okazji uhonorowania ludzi zaangażowanych w działalność społeczną. Kiedy przebywa w nim Prezydent Federalny, na znajdujący się na dachu maszt wciągany jest mający wymiary 2x2 m sztandar z orłem federalnym (niem. Bundesadler). Natomiast gdy prezydent urzęduje w swojej oficjalnej siedzibie w Bonn, gdy jest na zagranicznej podróży służbowej lub gdy przebywa w pensjonacie krajów związkowych, zarówno sztandar na dachu, jak i niemiecka flaga na maszcie przed budynkiem są opuszczane.
W latach 1996–1998, w pobliżu pałacu Bellevue, na południe od niego wybudowano Urząd Prezydenta Federalnego (niem. Bundespräsidialamt) – nowoczesny budynek z fasadą z polerowanego czarnego granitu i dużym szklanym dachem, mieszczący dodatkowe pomieszczenia biurowe Prezydenta Federalnego.

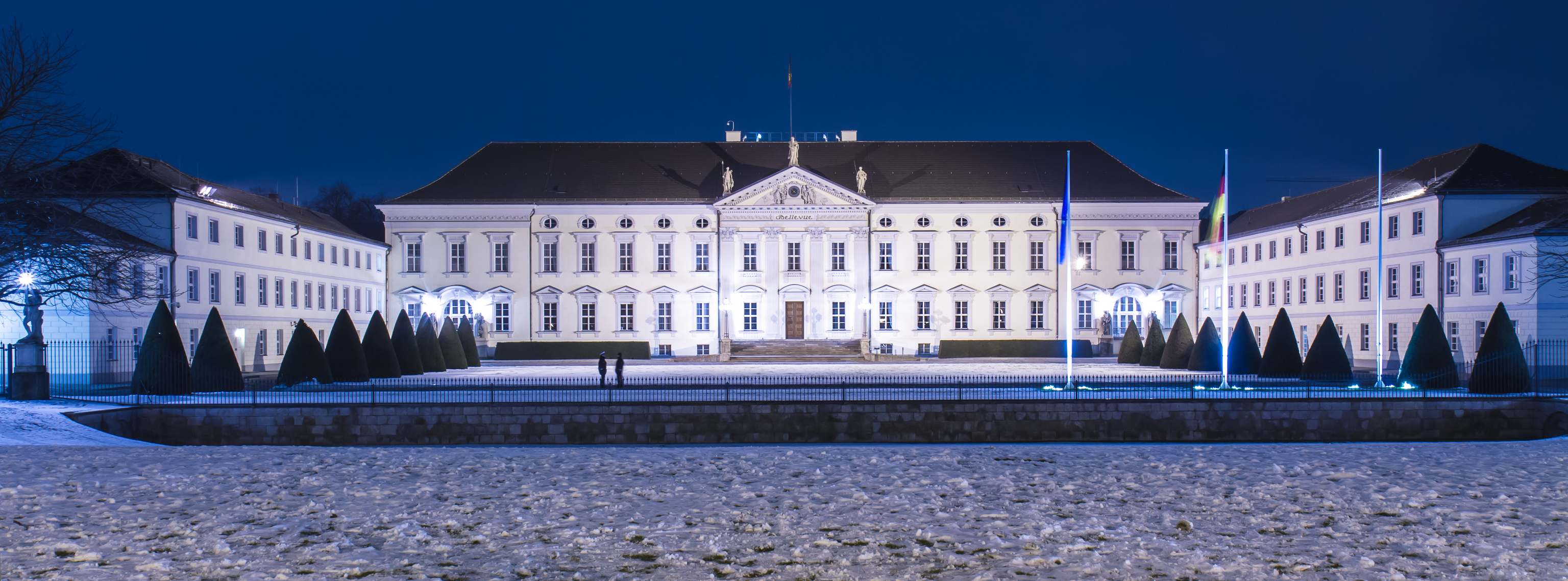
Pałac nocą w zimowej scenerii w 2013 roku

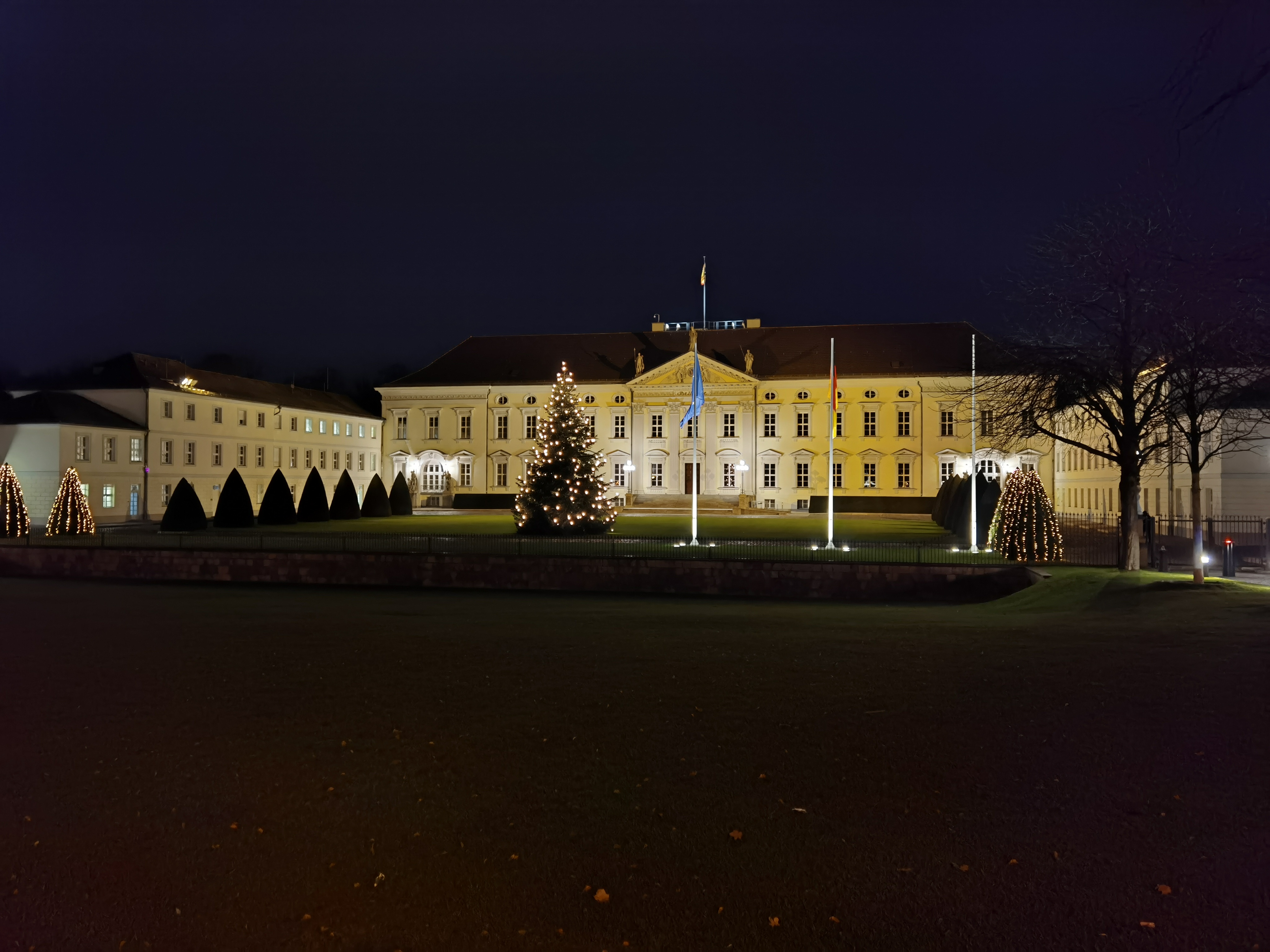
Pałac nocą na przełomie 2020 i 2021 roku

Przez wiele lat pałac trapiły rozmaite awarie i defekty, tj. braki prądu i związanego z nim oświetlenia (czasami zdarzały się podczas wizyt państwowych, np. podczas wizyty króla Norwegii), braki wody z powodu pękających rur wodociągowych, niedziałająca klimatyzacja, niedające się wyłączyć latem ogrzewanie, nieprzyjemne zapachy oraz zacinająca się, zdezelowana mała winda. Z tego względu Roman Herzog, jedyny mieszkaniec budynku spośród prezydentów RFN, wielokrotnie nazywał budynek „ruderą” (niem. Bruchbude). Miał on też ostrzec swojego następcę Johannesa Raua przed wadami pałacu w następujący sposób: „czasami masz ogrzewanie, czasami masz wodę, jednak zawsze masz ścieki”. Wszystkie przypadłości gmachu zostały wyeliminowane podczas gruntownej renowacji, przeprowadzonej w okresie od maja 2004 do końca 2005 roku (tym czasie Prezydent Federalny wykorzystywał pałac Charlottenburg do celów reprezentacyjnych). Podczas prac, za które odpowiadało biuro architektoniczne Pitz und Hoh i które kosztowały 24 miliony euro, budynek został wyremontowany, przebudowany i wyposażony w nowe technologie użytkowe. Największą zmianą, jaka zaszła w pałacu, było przestrzenne przeprojektowanie pomieszczeń służbowych w obu bocznych skrzydłach (pomieszczenia w części środkowej budynku pozostały niezmienione). Położone w skrzydle południowym mieszkanie prezydenckie przestało istnieć – zastąpiono je zespołem biur (korzystała z nich Eva Köhler, żona i zarazem referentka oraz sekretarka Prezydenta Federalnego Horsta Köhlera) i jadalnią dla około 40 osób. Z budynku usunięto zawierające azbest szkodliwe materiały budowlane z czasów powojennej odbudowy i założono w nim nowe przewody elektryczne, rury wodociągowe oraz kanalizacyjne, nową instalację grzewczą, klimatyzację, a także system wentylacji i nawilżania powietrza. Poprawiona została także ochrona przeciwpożarowa, a ponadto wprowadzone liczne udogodnienia dla osób niepełnosprawnych, takie jak pozbawione barier rampy, zapewniające dostęp od strony parku pałacowego (podobnie jak budynek także poddanego renowacji) i nowa, większa winda. Zastosowano także system wszechstronnego nadzoru wideo z detektorami hałasu i ruchu oraz automatycznie sterowane żaluzje okienne. W celu lepszej ochrony prezydenta, okna w jego gabinecie zostały wyposażone w pancerne szyby. Zgodnie z propozycją Horsta Köhlera mający dotychczas kolor limonkowy westybul został przemalowany na kolor jasnej ochry.

## Architektura

### Formy zewnętrzne

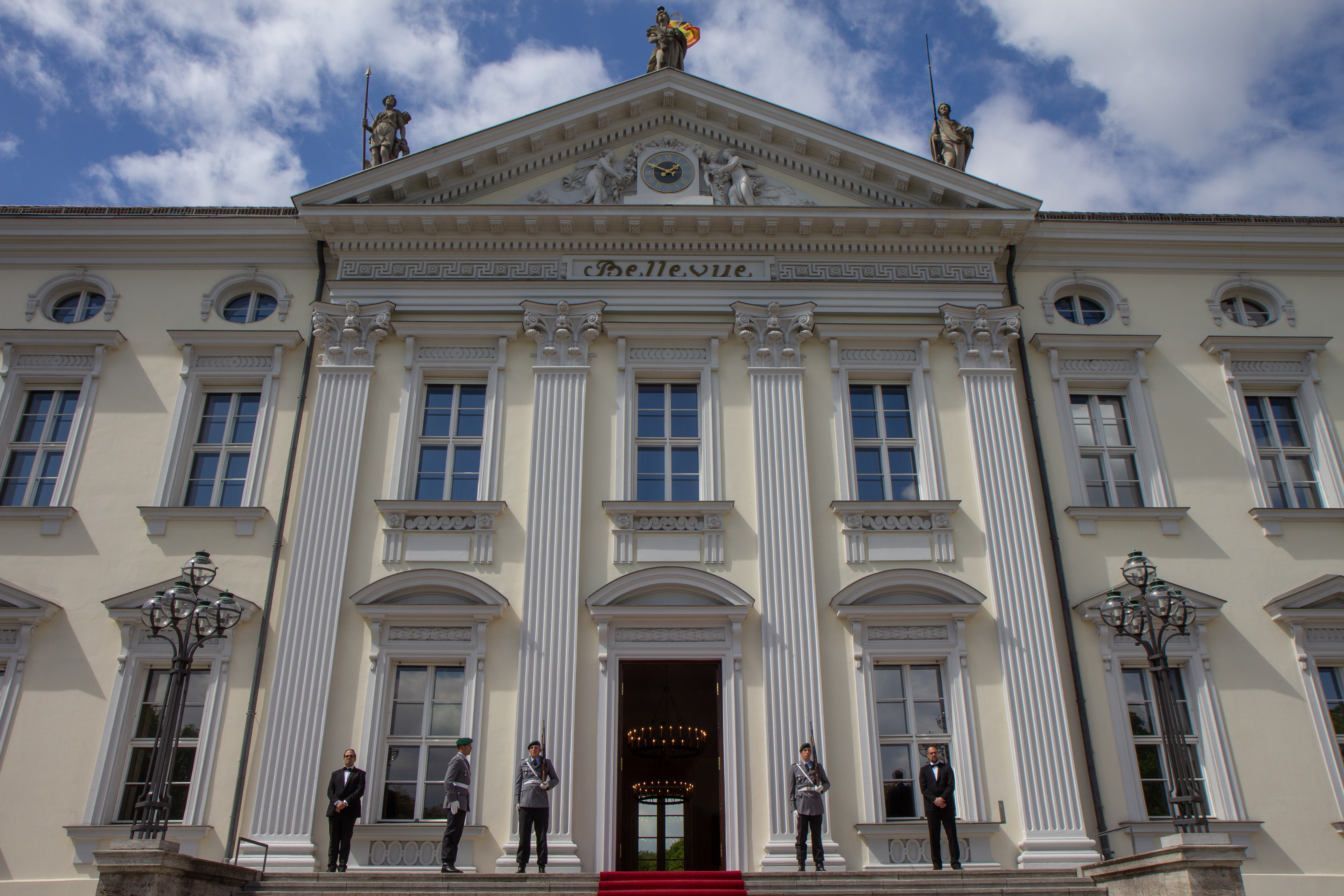
Środkowy ryzalit od strony dziedzińca

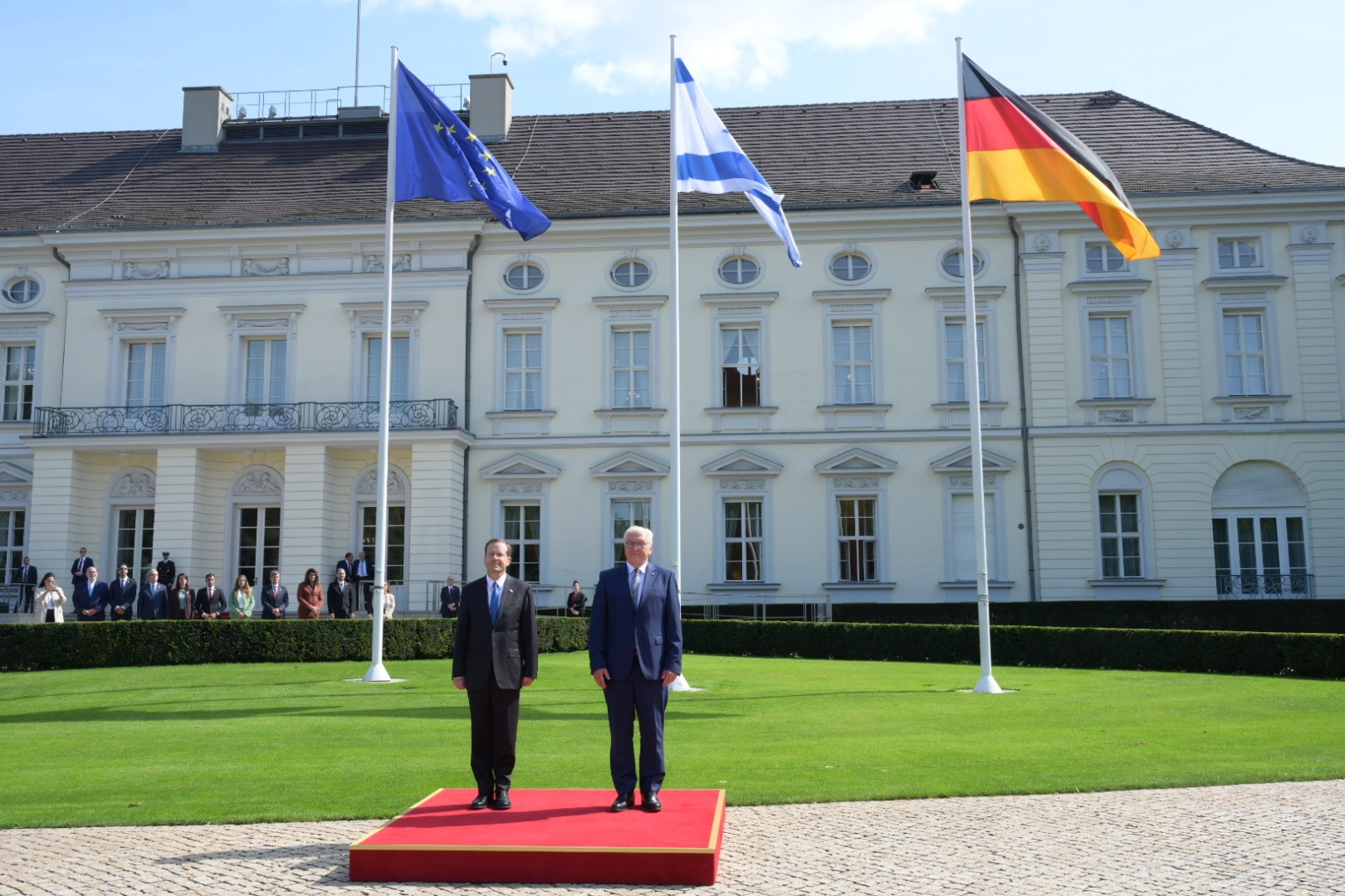
Fasada corps de logis od strony parku pałacowego z widocznym środkowym ryzalitem

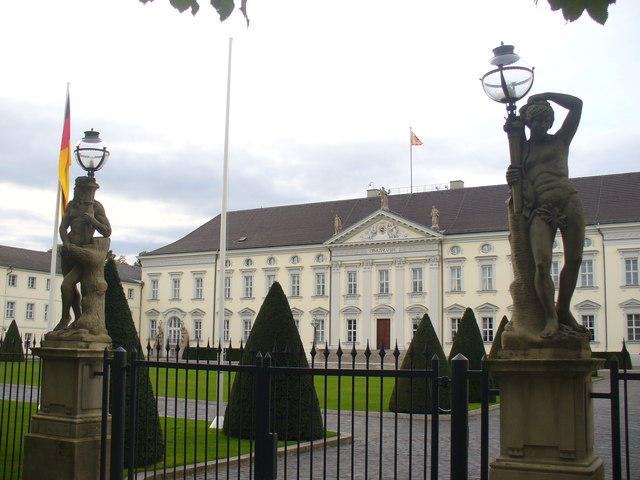
Dwa z czterech posągów-latarń

Pałac Bellevue jest budynkiem, któremu jego architekt nie nadał wyraźnego, dającego się łatwo zaklasyfikować stylu architektonicznego i co do którego wielu historyków sztuki oraz historyków architektury nie potrafi określić lub toczy spory o to, czy budynek reprezentuje styl barokowy, czy klasycystyczny. Faktem natomiast jest, że pałac powstał pod koniec XVIII wieku w okresie przejściowym między rokokiem a klasycyzmem, a większość źródeł określa go jako reprezentanta stylu (wczesno)klasycystycznego (niekiedy przypisując mu miano pierwszego klasycystycznego budynku w Prusach), chociaż można się też spotkać z opinią, że jest on budynkiem barokowym wykazującym cechy wczesnego klasycyzmu.
Pałac składa się z trzech części: corps de logis (budynku głównego) o dwóch kondygnacjach i mezzaninie oraz dwóch niższych trzykondygnacyjnych skrzydeł bocznych. Założenie architektoniczne budynku jest oparte na francuskim wzorze i podąża za tradycyjnym barokowym schematem budowy pałacu. Wszystkie części pałacu nakryte są dachami czterospadowymi, a ich fasady pokrywa tynk o jasnobeżowym kolorze. Na fasadach budynku obecne są cztery grupy płaskorzeźb trzymających latarnie, wykonane przez Johannesa Ecksteina. Pałac jest ogrodzony ogrodzeniem, którego częścią są cztery posągi-latarnie: Junger Mann (pol. „Młodszy mężczyzna”), Schöner älterer Mann (pol. „Piękniejszy starszy mężczyzna”), Dickerer älterer Mann (pol. „Grubszy starszy mężczyzna”) i Junger Mann mit zwei Leuchtkörperhaltern (pol. „Młodszy mężczyzna z dwoma uchwytami na lampy”).
Fasada corps de logis od strony dziedzińca ma 19 osi okiennych i jest zaakcentowana trzyosiowym ryzalitem środkowym. W ryzalicie tym obecnie znajduje się wejście do budynku, jednak nie zawsze tak było – dawniej do pałacu można było się dostać tylko przez drzwi w ryzalitach bocznych. Środkowy ryzalit podkreślają masywne pilastry korynckie podtrzymujące belkowanie, na którym znajduje się ułożony z pozłacanych liter napis Bellevue. Nad belkowaniem położony jest fronton, który w 1790 roku Christian Eckstein i Johann Gottlob Heymüller wyposażyli w zegar i flankujące go płaskorzeźby. Fronton wieńczą trzy smukłe, wysokie posągi przedstawiające kobiece personifikacje rolnictwa, myślistwa i hodowli ryb. Fasada corps de logis od strony parku zamkowego powtarza formy architektoniczne fasady od strony dziedzińca, jednak cechuje ją bardziej prywatny charakter. W jej środkowym ryzalicie, nad czterema przyściennymi boniowanymi filarami umiejscowiony jest balkon, zaś boczne ryzality są podkreślone boniowanymi pasami. Fasady dwóch bocznych skrzydeł są dość skromne.

### Najważniejsze pomieszczenia

#### Westybul

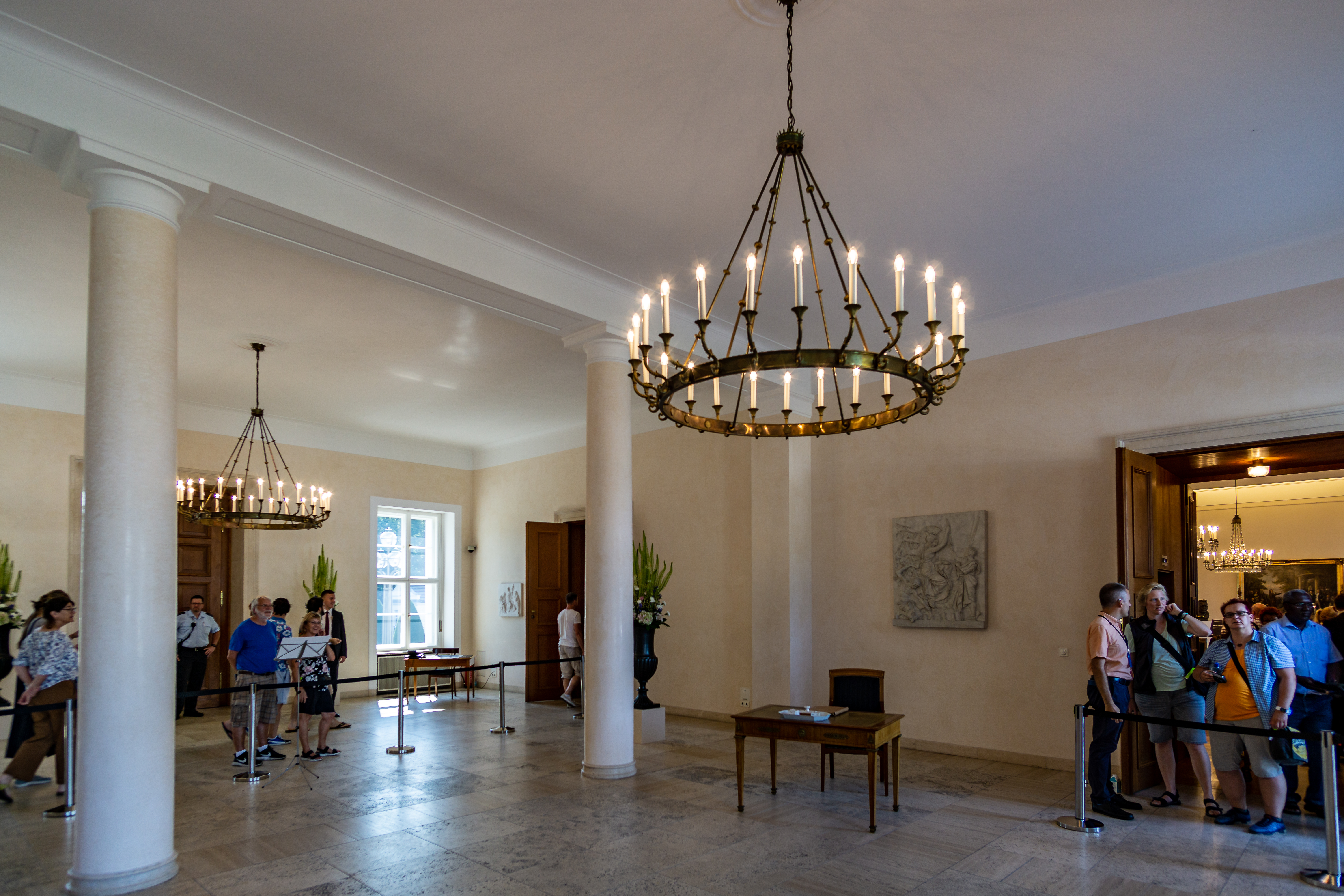
Westybul

Westybul pałacu Bellevue łączy dziedziniec z parkiem pałacowym. W pomieszczeniu tym Prezydent Federalny wita gości państwowych, którzy następnie wpisują się do księgi pamiątkowej. Później wszyscy idą na taras, gdzie zazwyczaj odbywa się przyjęcie z wojskowymi honorami.
Podczas prac renowacyjnych z lat 2004–2005 westybul został przemalowany z koloru limonki na kolor jasnej ochry, co było pomysłem prezydenta Republiki Federalnej Niemiec Horsta Köhlera. Po obu stronach drzwi do parku znajdują się obrazy. Obraz po lewej stronie, namalowany w 1920 roku przez Emila Orlíka, to portret pierwszego prezydenta Republiki Weimarskiej Friedricha Eberta, z kolei ten po prawej stronie, stworzony w 1952 roku przez Wolfa Röhrichta, przedstawia pierwszego prezydenta Republiki Federalnej Niemiec Theodora Heussa. Obraz ten jest wypożyczony z Forum Sztuki Galerii Wschodnioniemieckiej (niem. Kunstforum Ostdeutsche Galerie) w Ratyzbonie.

#### Gabinet Prezydenta Federalnego

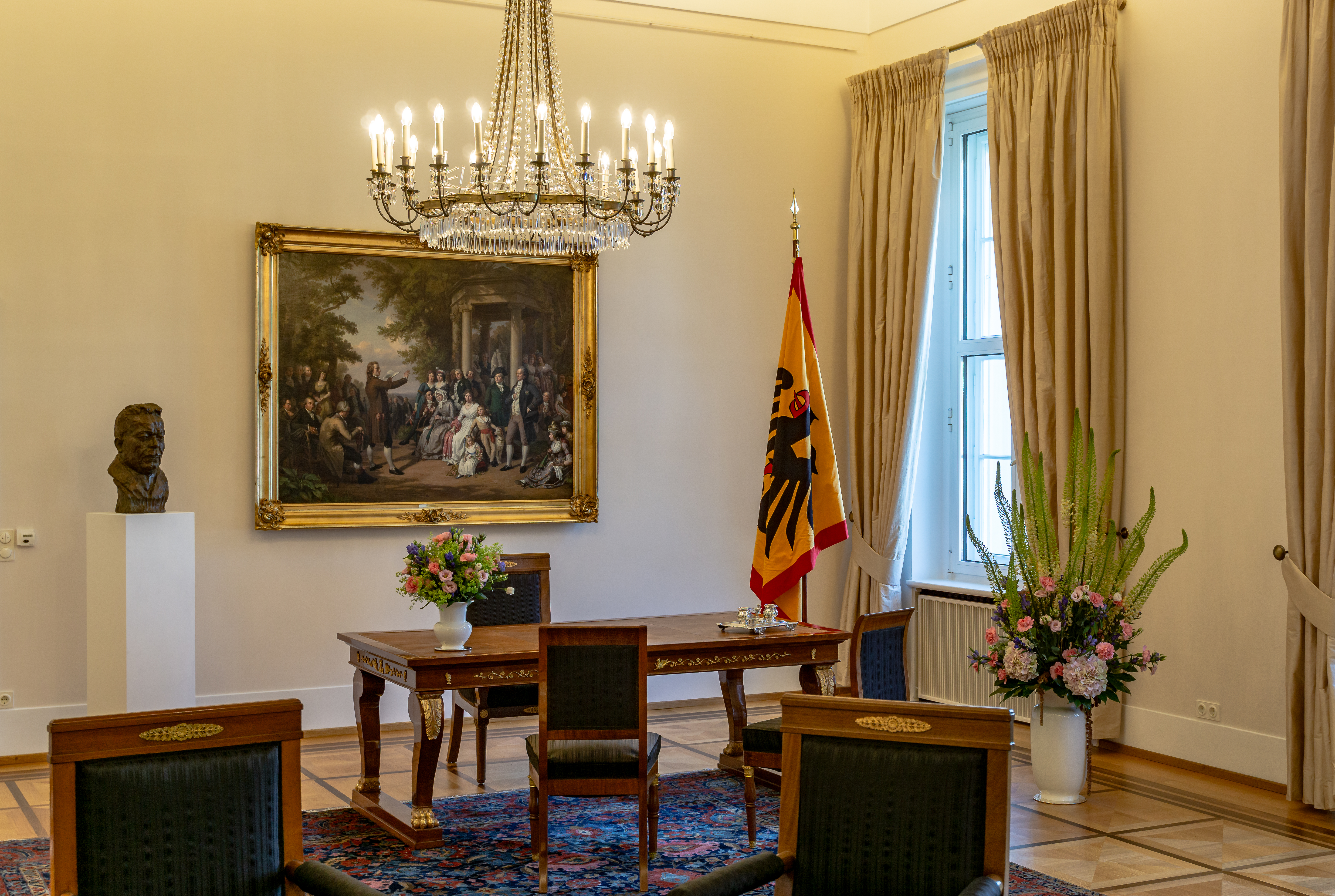
Gabinet Prezydenta Federalnego

Gabinet służy Prezydentowi Federalnemu do zapraszania na rozmowy swoich gości z Niemiec i zagranicy.
Na ścianie gabinetu za biurkiem wisi wypożyczony z muzeów Staatliche Museen zu Berlin obraz Der Weimarer Musenhof – Schiller in Tiefurt dem Hof vorlesend (pol. „Weimarski dwór muz. Schiller czyta na głos na dworze w Tiefurcie”), namalowany w 1860 roku przez Theobalda von Oera. Obok na postumencie stoi popiersie Friedricha Eberta wykonane w 1925 roku przez Georga Kolbego. Nad meblami wypoczynkowymi wisi obraz Blick von den Lößnitzhöhen auf Dresden (pol. „Widok na wzniesienia Lößnitz z Drezna”), stworzony w 1751 roku przez Johanna Alexandra Thielego, z kolei dalej na prawo od niego znajduje się obraz Am Landsee (pol. „Nad Landsee”), pochodzące z lat 1615–1655 dzieło Hermana van Swanevelta. Oba obrazy zostały wypożyczone z Galerii Obrazów Starych Mistrzów w Dreźnie.
Istotnymi elementami wystroju gabinetu są umieszczone na niskim regale z książkami ilustowane, wielkoformatowe wydanie Ustawy Zasadniczej RFN i rzeźba z brązu – obiekty te współtworzą instalację artystyczną, wykonaną w 2013 roku przez Markusa Lüpertza.

#### Galeria
Galeria łączy westybul z klatką schodową prowadzącą na pierwsze piętro. Odbywają się w niej przyjęcia, rozmowy z komisjami i instytucjami oraz konferencje prasowe, ponadto ambasadorowie innych krajów podczas wizyt rozpoczynających ich służbę dyplomatyczną wpisują się w niej do księgi gości pałacu Bellevue.
Pomieszczenie to jest również wykorzystywane do prezentowania dzieł sztuki. I tak np. w okresie od sierpnia 2019 do października 2020 roku w galerii można było oglądać prace artystów z Niemieckiej Republiki Demokratycznej, zaś w styczniu 2021 roku niemiecki prezydent Frank-Walter Steinmeier otworzył w niej nową wystawę, podejmującą temat znaczenia spotkań w przestrzeni publicznej. Wybrane do tej wystawy prace, autorstwa m.in. Kadera Attii, Judith Hopf i Astrid Klein, miały na celu odzwierciedlenie ówczesnej sytuacji związanej z pandemią COVID-19 i zmienionym przez nią życiem towarzyskim wielu ludzi.
Na położonej za galerią klatce schodowej w oczy rzuca się obraz Friedrich Wilhelm III. (pol. „Fryderyk Wilhelm III”), namalowany w 1832 roku przez Franza Krügera. Dzieło to zostało wypożyczone ze zbiorów głowy rodu Hohenzollernów, księcia Jerzego Fryderyka.

#### Salon I i Salon II
Salon I i Salon II to jedyne pomieszczenia, którym podczas przebudowy pałacowych wnętrz w latach 1986–1987 nie zmieniono wystroju pochodzącego z czasów odbudowy budynku ze zniszczeń wojennych. Są położone na pierwszym piętrze pałacu.
W Salonie I na ścianach wiszą namalowane przez Fritza Wintera następujące obrazy: po stronie północnej Schwarz Aufwärts (1961), po stronie południowej Vorschau (1957), po stronie zachodniej Vor Rot (1961), zaś po stronie wschodniej Zerstört (1962). Salon II zdobią z kolei prace Theodora Wernera z lat 1952–1959. Wszystkie wiszące w obu pomieszczeniach dzieła zostały wypożyczone z Bawarskich Kolekcji Malarstwa Państwowego (niem. Bayerische Staatsgemäldesammlungen).

#### Sala Langhansa

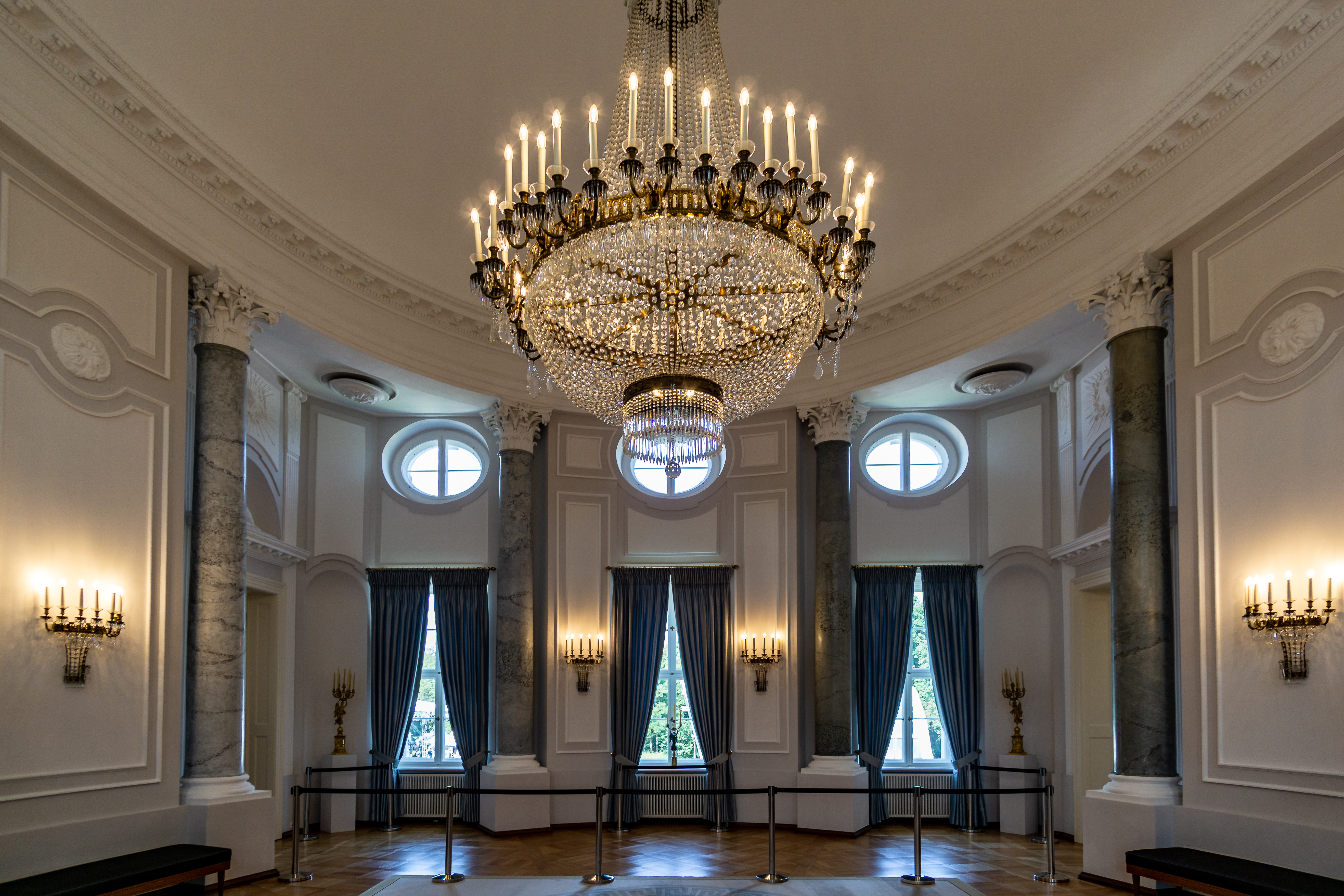
Sala Langhansa

Sala Langhansa (niem. Langhanssaal) została zbudowana w 1791 roku pod kierownictwem Carla Gottharda Langhansa na pełnej głębokości pierwszego piętra budynku głównego pałacu. Jest jedynym pomieszczeniem pałacu Bellevue, któremu po II wojnie światowej przywrócono pierwotny wystrój w stylu klasycystycznym. Ma owalny kształt i jest zdominowana przez osiem kolumn korynckich, podtrzymujących płaskie sklepienie oraz dwa stojące przy dłuższych bokach kominki, flankowane przez hermy z podobiznami Atlasa. Oprócz nich salę cechują supraporty w postaci okrągłych nisz ze sfinksami i pilastry. Odpowiednio dobrana kolorystyka powierzchni ściennych nadaje jej elegancki charakter.
Początkowo Sala Langhansa służyła jako sala balowa i była największym pomieszczeniem w pałacu. Obecnie odbywają się w niej oficjalne przyjęcia, ceremonie wręczania nagród i odznaczeń, ceremonie wręczania aktów nominacji Prezydentowi Federalnemu przez ambasadorów, wysłanych do Niemiec przez swoje państwa oraz kolacje w mniejszych kręgach.

#### Salon Luizy i Salon Ferdynanda
Salon Luizy (niem. Salon Luise) został nazwany na cześć księżniczki Anny Elżbiety Luizy, która w 1755 roku w wieku 17 lat poślubiła księcia Augusta Ferdynanda, późniejszego budowniczego pałacu Bellevue. W pomieszczeniu tym Prezydent Federalny zaprasza na defilady przy okazji państwowych bankietów, zaś małżonka prezydenta wykorzystuje je do prowadzenia rozmów z partnerami życiowymi oficjalnych gości podczas wizyt państwowych. Salon Luizy zdobi wiszący nad sofą, namalowany przez nieznanego artystę obraz przedstawiający „Księżniczkę Luizę przy urnie z prochami jej zmarłego syna Henryka”.
Salon Ferdynanda (niem. Salon Ferdinand) jest urządzony podobnie do Salonu Luizy. Jego nazwa odnosi się do księcia Augusta Ferdynanda. Obecnie jest wykorzystywany do spotkań, spożywania posiłków w wąskim gronie i rozmów. Znajduje się w nim reprodukcja pochodzącego z około 1778 roku obrazu Familienporträt des Prinzen Ferdinand von Preußen, Herrenmeister des Johanniterordens, mit seiner Gemahlin Luise und den Kindern Luise, Heinrich und Louis Ferdinand (pol. „Portret rodzinny księcia Ferdynanda Pruskiego, mistrza joannitów w Brandenburgii, ze swoją małżonką Luizą i dziećmi Luizą, Henrykiem i Ludwikiem Ferdynandem”) autorstwa Johanna Heinricha Wilhelma Tischbeina, która stanowi związek między pomieszczeniem a osobą, ma cześć której otrzymało swoją nazwę.

#### Sala Roberta Bluma
Sala Roberta Bluma (niem. Robert-Blum-Saal) służy jako foyer dla Wielkiej Sali (niem. Großer Saal), ponadto jest wykorzystywana do urządzania małych przyjęć, prowadzenia rozmów i spożywania posiłków. Jej nazwa upamiętnia Roberta Bluma, jednego z najważniejszych pionierów demokracji w Niemczech. 9 listopada 2020 roku, w 172. rocznicę egzekucji Bluma, prezydent Frank-Walter Steinmeier zainaugurował działalność sali z dziełami sztuki dotyczącymi historii niemieckiej demokracji.
Na jednej ze ścian sali wisi portret jej patrona, autorstwa nieznanego malarza, wypożyczony z Muzeum Historycznego Miasta Lipska (niem. Stadtgeschichtliches Museum Leipzig). Obok niego znajduje się wielkoformatowy obraz Die Parteigänger (pol. „Zwolennik partii”), namalowany około 1910 roku przez Carla Wendlinga i wypożyczony od Landauskiej Fundacji Sztuki (niem. Landauer Kunststiftung). Obrazem tym Wendling upamiętnił Klub Jakobinów, szczególnie aktywny w jego rodzinnym mieście Landau in der Pfalz. Na tej samej ścianie można także oglądać namalowany przez Moritza Daniela Oppenheima obraz olejny Szene im Fenster beim Einzug des Reichsverwesers in Frankfurt am Main 1848 (pol. „Scena w oknie przy wkroczeniu do Frankfurtu nad Menem w 1848 roku reprezentanta monarchy”), wypożyczony z Muzeum Sztuk Pięknych w Lipsku i obraz nieznanego artysty zatytułowany Revolution in Dresden 1848/1849 (Die Kämpfe auf dem Neumarkt im Mai 1849) (pol. „Rewolucja w Dreźnie 1848/1849 (walki na Neumarkt w maju 1849 roku”), wypożyczony z Drezdeńskiej Galerii Miejskiej (niem. Städtische Galerie Dresden).
Na innej ścianie Sali Roberta Bluma znajdują się dwie reprodukcje: Das Innere der Paulskirche als Parlamentshaus (pol. „Wnętrze kościoła św. Pawła jako siedziba parlamentu”), wykonana na podstawie rysunku Jeana Nicolasa Ventadoura z 1848 roku i Zug auf das Hambacher Schloss am 27. Mai 1832 (pol. „Pociąg do zamku Hambach 27 maja 1832 roku”) stworzona według dzieła Erharda Josepha Brenzingera, wypożyczona z Muzeum Historycznego Palatynatu (niem. Historisches Museum der Pfalz) w Spirze.

#### Wielka Sala

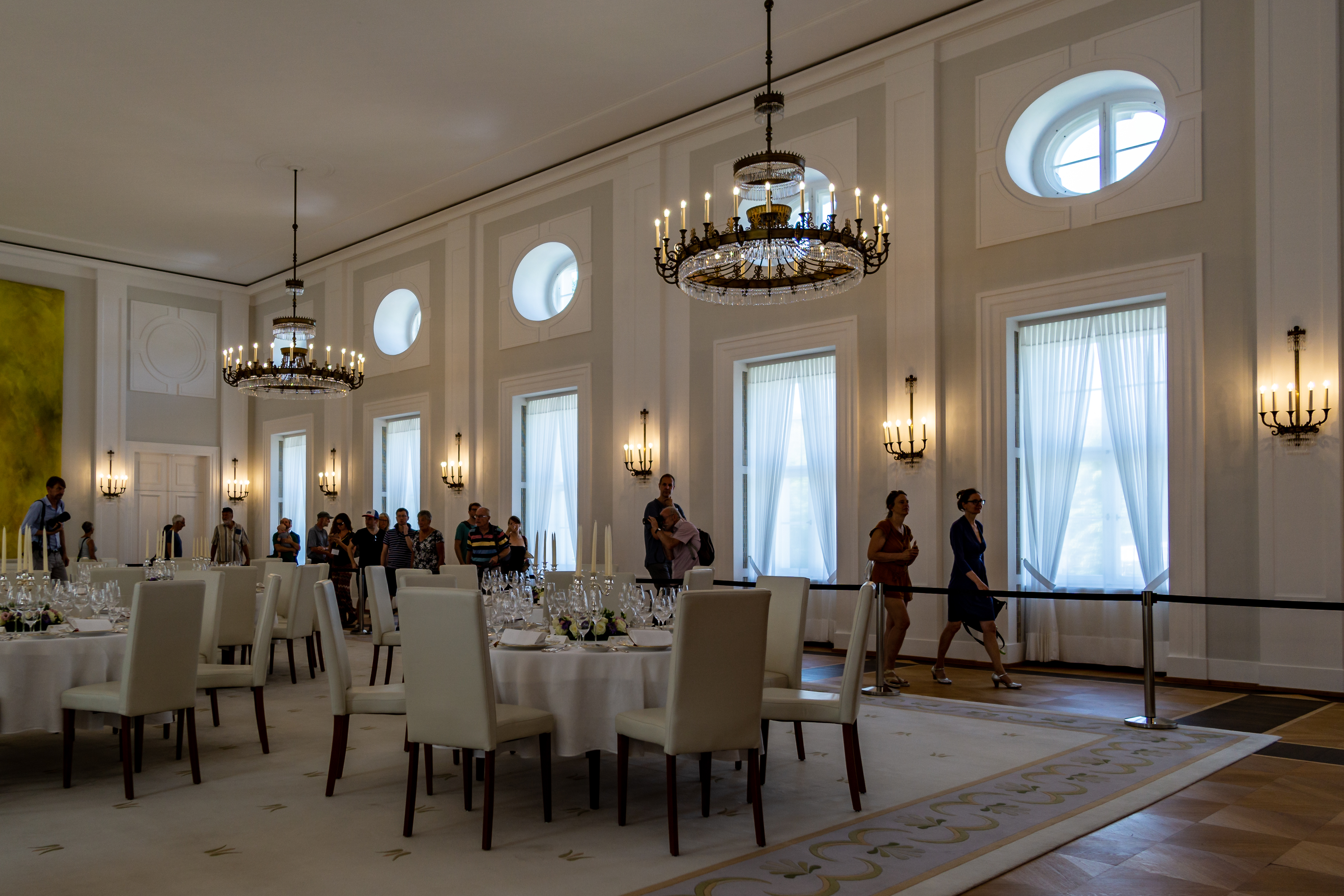
Wielka Sala

Wielka Sala jest największym pomieszczeniem w pałacu Bellevue. Służy do organizacji przyjęć, koncertów, paneli dyskusyjnych oraz ceremonii wręczenia nagród i orderów. Odbywają się w niej także bankiety państwowe. Może pomieścić od 150 do 200 gości. Na środku sali stoi stół, przy którym Prezydent Federalny spożywa posiłki ze swoimi gośćmi państwowymi. Na jednej ze ścian Wielkiej Sali wiszą dwie duże prace
Gottharda Graubnera z 1988 roku, zatytułowane Begegnungen (pol. „Spotkania”). Prace te powstały na miejscu, w Wielkiej Sali, i przedstawiają korespondencję w formie i kolorystyce oraz komunikację ponad przestrzennymi i innymi granicami.

## Park pałacowy

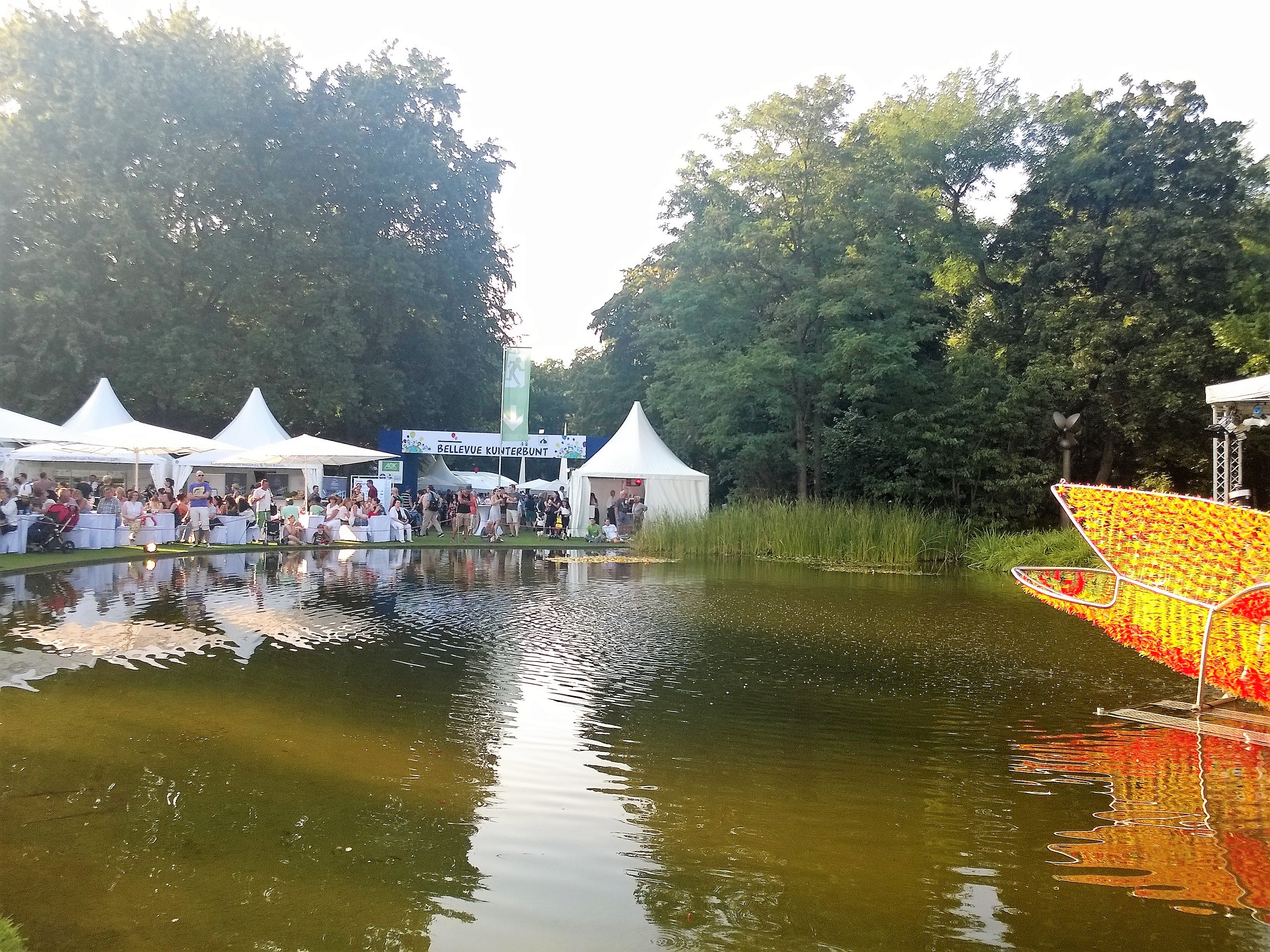
Jeden ze stawów

Park pałacowy (niem. Schlosspark) został założony pod kierownictwem nadwornego ogrodnika Weila. Jego pierwszy ogólny projekt powstał w 1784 roku. Został ukształtowany przez system wachlarzowych osi widokowych. Park uchodził za jeden z najpiękniejszych ogrodów krajobrazowych w Prusach. Po zniszczeniach II wojny światowej park został odtworzony po 1959 roku. Zachowano trzy z pięciu pierwotnych osi widokowych, a także dodano szerokie trawniki, zaokrąglone ścieżki i stawy o nerkowatym kształcie. Jednym z nielicznych dzieł sztuki pochodzących z oryginalnego parku jest ślubny kamień pamiątkowy, stworzony dla księcia Augusta Ferdynanda przez Johanna Gottfrieda Schadowa.
W parku pałacowym odbywają się wojskowe ceremoniały towarzyszące przyjmowaniu gości Prezydenta Federalnego podczas państwowych lub oficjalnych wizyt. Podczas takich ceremoniałów batalion wartowniczy Bundeswehry – ogółem 380 żołnierzy z wojsk lądowych (Heer), marynarki wojennej (Marine), sił powietrznych (Luftwaffe) i Sztabowego Korpusu Muzycznego (Stabsmusikkorps) – stoi w rzędzie o długości 80 m. Odgrywane są hymny państwowe, a prezydent z gościem kroczą wzdłuż formacji wojskowej. Zazwyczaj obecna jest także klasa szkolna związana z krajem gościa, z którą Prezydent Federalny i jego gość państwowy rozmawiają po honorach wojskowych. Park jest również miejscem organizowania Obywatelskiej Uroczystości Prezydenta Federalnego (niem. Bürgerfest des Bundespräsidenten), na którą zapraszani są obywatele zaangażowani w życie państwa.